# Jouw ogen (Rein Mercha)
Jouw ogen is een single van de Nederlandse zanger Rein Mercha uit 2013. Het stond in hetzelfde jaar als vifde track op het album Vol passie & emotie.

## Achtergrond
Jouw ogen is geschreven door Rein Mercha en geproduceerd door Tom Peters. Het is een levenslied waarin de liedverteller zingt dat hij in de ogen van zijn geliefde ziet dat zij liegt. Hij vertelt dat haar woorden andere dingen zeggen dat haar ogen doen. Het lied was de opvolger van hit Hou van mij, welke afkomstig is van hetzelfde nummer-1 album.

## Hitnoteringen
Het succes van voorganger Hou van mij werd niet met Jouw ogen geëvenaard, maar het werd toch zoveel gekocht en gestreamd dat het in de Single Top 100 belandde. Het stond hier acht weken in en piekte op de 25e plaats.